# Čilipi
Čilipi är en ort i Kroatien.   Den ligger i länet Dubrovnik-Neretvas län, i den sydöstra delen av landet, 400 km söder om huvudstaden Zagreb. Čilipi ligger 161 meter över havet och antalet invånare är 856.
Terrängen runt Čilipi är varierad. Havet är nära Čilipi åt sydväst.  Närmaste större samhälle är Dubrovnik, 19,2 km nordväst om Čilipi. 